# Constance Kgosiemang
Constance Letang Kgosiemang, auch Constans (* 5. August 1946 in Aminuis, Südwestafrika; † 16. August 2012 in Netso), war von 1979 bis zu seinem Tod der traditionelle Führer der Batswana in Namibia. Er trug den Titel Kgosi und stand der 1998 anerkannten Traditionellen Verwaltung der Batswana ba Namibia vor.
Er wurde als Sohn von Karl und Cecilia Kgosiemang geboren. Er war mit Morwe, dem Führer der Tswana aus Kuruman (Südafrika), verwandt.
Kgosiemang übernahm am 26. April 1979 (oder 28. April) den Vorsitz der Batswana ba Namibia. 1980 gründete Kgosiemang die Seoposengwe Party als politische Vertretung der Batswana in Namibia. 1989/90 war er als Mitglied der DTA Abgeordneter in der Verfassunggebenden Versammlung Namibias. Vom 21. März 1990 bis 1993 war er Mitglied der Nationalversammlung. Später trat er der SWAPO bei.
2013 folgte ihm sein jüngster Sohn Andrew Kgosiemang auf den Thron.